# Lammassaari (ö i Norra Österbotten, Ylivieska)
Lammassaari är en ö i Finland. Den ligger i Pyhäjoki älv och i kommunen Merijärvi i den ekonomiska regionen  Ylivieska ekonomiska region  och landskapet Norra Österbotten, i den centrala delen av landet, 500 km norr om huvudstaden Helsingfors. Öns area är 1 hektar och dess största längd är 220 meter i sydöst-nordvästlig riktning.